# 林田登
林田 登（はやしだ のぼる、1850年（嘉永3年7月） - 1911年（明治44年）1月8日）は、明治時代の政治家。貴族院多額納税者議員。熊本県下益城郡隈庄町長。

## 経歴
熊本県出身。1883年（明治16年）以降、下益城郡旧廻江郷連合会議員、下宮地村会議員、隈庄町会議員、同町長、熊本県会議員、同農会議員、熊本県農工銀行設立委員、肥後農工銀行監査役などを歴任した。
1900年（明治33年）熊本県多額納税者として貴族院議員に互選され、同年11月1日から1901年（明治34年）6月6日まで在任した。